# Erzherzog Eugen Straße
Erzherzog Eugen Straße (česky Silnice arcivévody Evžena) je název úseku vojenské silnice vedoucí na náhorní plošinu Altopiano dei Sette Comuni (v provincii Vicenza), který během první světové války vybudovala rakousko-uherská armáda, aby zajistila v severní oblasti náhorní plošiny snadnou přístupovou cestu pro motorová vozidla do oblasti Monte Portule ve Vicentinských Alpách.

## Popis

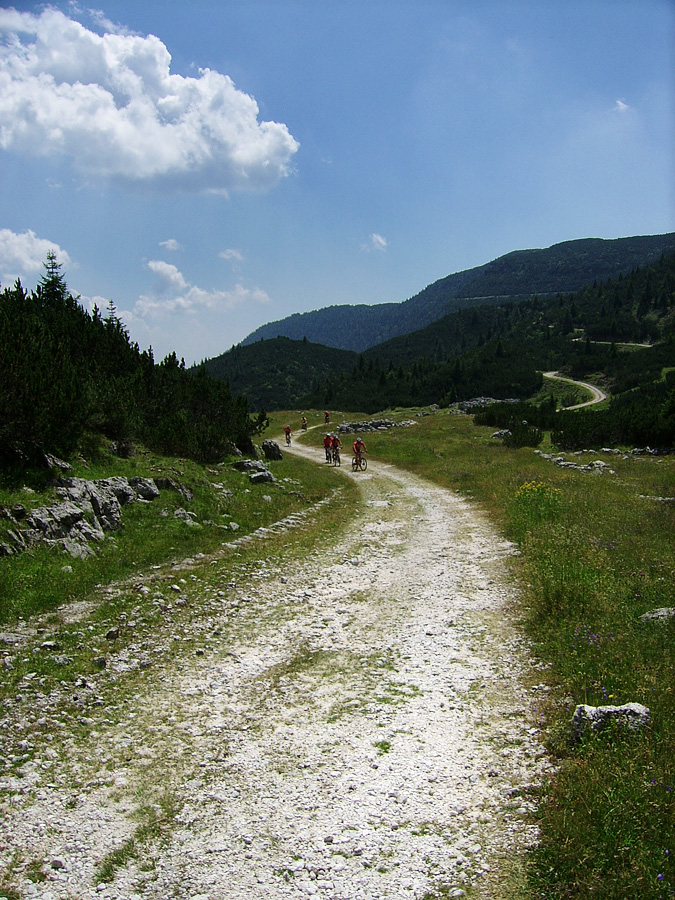
MTB trasa podél Kaiser Karl Straße; v pozadí je vidět část Erzherzog Eugen Straße. Silnice umožňuje dojet do oblasti Monte Ortigara po 13 km od Malga Larici.

Silnice byla vybudována na západním svahu Monte Portule na jaře roku 1916. Postavilo ji 1 300 vojáků 3. rakouského armádního sboru za pouhých 32 dní. Po silnici se lze díky mírnému sklonu snadno dostat do lokality Bocchetta Portule, oblasti, kde se nacházelo opevnění vytesané přímo do skály („le cannoniere“).
Silnice je dlouhá 6 km a je uzavřena pro motorovou dopravu a má přírodní povrch. Začíná u Malga Larici a končí na křižovatce zvané I Monumenti, z níž odbočuje na sever Kaiser Karl Straße (do okolí Ortigary) a na východ Zoviellostraße. Kombinace těchto cest představuje významnou historickou a kulturní trasu a zároveň je vynikající trasou pro horské cyklisty. Po silnici je také vedena dálková turistická trasa Friedensweg (Dolomity) (Sentiero della Pace).

## Název
Silnice byla pojmenována po rakouském arcivévodovi a uherském a českém knížeti Evženu Ferdinandu Piovi Habsbursko-Těšínském.